# Krokodilachtigen in de cultuur
Krokodilachtigen spelen al sinds de oudheid een rol in de menselijke cultuur. Krokodilachtigen werden, afhankelijk van de cultuur, aanbeden, gevreesd en beschermd of juist verafschuwd, verdoemd en afgeslacht. Aan krokodillen werden goede of juist boosaardige krachten toegedicht. Er zijn vele artefacten bekend die echte of fictieve krokodillen voorstellen, zoals hiërogliefen, rotstekeningen en sieraden. Ook in modernere verhalen komen ze voor, onder andere in de ruimere categorie reptilians.

## Europa
In de westerse wereld waren krokodilachtigen lange tijd onbekend. Ze werden door de Romeinen soms gebruikt in gevechten tussen gladiatoren en wilde dieren. De krokodil duikt in de Bijbel onder andere op in het boek Job in hoofdstuk 41. In de christelijke iconografie is de krokodil het attribuut van Sint-Theodorus. Ook is de krokodil of de kaaiman het attribuut van het gepersonifieerde Amerika, een van de vier werelddelen.

## Het oude Egypte

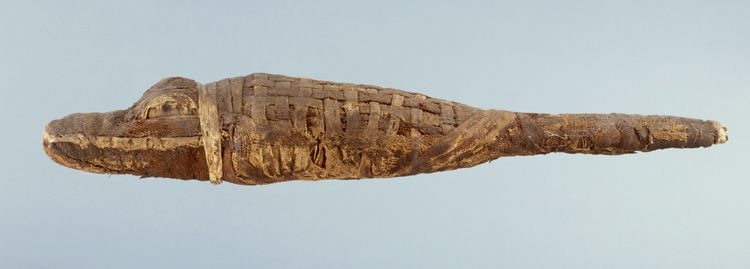
Een mummie van een krokodil uit het Rijksmuseum van Oudheden.

De oude Egyptenaren kenden alleen de in Afrika levende nijlkrokodillen, die werden beschouwd als heilige dieren. In de regentijd kwamen ze massaal tevoorschijn waardoor de nijlkrokodil gezien werd als een teken van vruchtbaarheid. Een van de belangrijkste Egyptische goden was Sobek, de krokodillengod.
Sobek was de god van het eeuwige leven en een van de belangrijkste figuren uit de Egyptische mythologie. Sobek was een verschijning met een menselijk lichaam maar een kop van een krokodil, met in de linkerhand een staf en in de rechterhand een ankh-kruis, het symbool voor het eeuwige leven. Vanaf het Nieuwe Rijk wordt Sobek voorgesteld met een masker met een zonneschijf, om de verbintenis met de zonnegod Ra weer te geven. Sobek werd als incarnatie van Ra gezien en ook wel Sobek-Ra genoemd. Het hiëroglief voor de god Sobek bevat een afbeelding van een krokodil.
Vele tempels zijn gewijd aan Sobek, met als bekendste voorbeeld de Tempel van Kom Ombo. De tempel heeft een nilometer, een put om de waterstand van de Nijl (nilo) te meten, waarin waarschijnlijk een nijlkrokodil werd gehouden. Dergelijke heilige krokodillen werden voorzien van goud en sieraden, zoals gouden armbanden om hun poten.
De krokodillen werden net als mensen gebalsemd en gemummificeerd, bij grotere exemplaren werden eerst de organen verwijderd maar bij kleinere dieren niet. Kleinere exemplaren werden in groepjes van vijftien tot 20 dieren tezamen gemummificeerd. Er zijn daarnaast ook gemummificeerde krokodillen-eieren gevonden. Een dode krokodil werd eerst in een zoutbad gelegd om het vlees te drogen en daarna omwikkeld met gekruide doeken. In de grotten nabij de stad Maabdah zijn duizenden van dergelijke krokodillenmummies gevonden.

## Andere Afrikaanse landen
Met name langs de Nijl en de vele zijrivieren werden krokodillen geëerd, in Burkina Faso werden ze in vijvers gehouden en werd vlees geofferd om de geesten van de voorouders gunstig te stemmen en zo onheil af te wenden. Verschillende volkeren zoals de Akan in Ghana geloofden dat krokodillen, net als tseetseevliegen en slangen, door heksen gebruikt konden worden voor kwaadaardige doeleinden. De Nuer die langs de Nijl leefden eerden de krokodillen als totem, maar maakten er ook jacht op om het vlees. Als ze een krokodil hadden verwond of gedood werden offers gebracht.
Op Madagaskar heerste het geloof dat een krokodil niet gedood mocht worden, tenzij deze een onschuldig mens had gedood. Verder meende men dat een krokodil alleen een mens zal doden als deze een krokodil heeft gedood. Bij twijfel moest men door een rivier met krokodillen lopen, als het slachtoffer dan niet werd opgegeten bleek hieruit de onschuld, analoog aan het godsgericht.
De Afrikaanse dictator Idi Amin hield krokodillen en voedde hen met zijn tegenstanders. Amins dictatuur van 1971 tot 1979 maakte zoveel slachtoffers dat er niet genoeg graven gedolven konden worden, zodat ze in de bovenloop van de Nijl voor de krokodillen geworpen werden. Onbewezen is dan weer dat hij van gehandicapte Oegandezen af probeerde te raken door ze voor de krokodillen te laten gooien, zoals wel geschreven is.

## Amerika

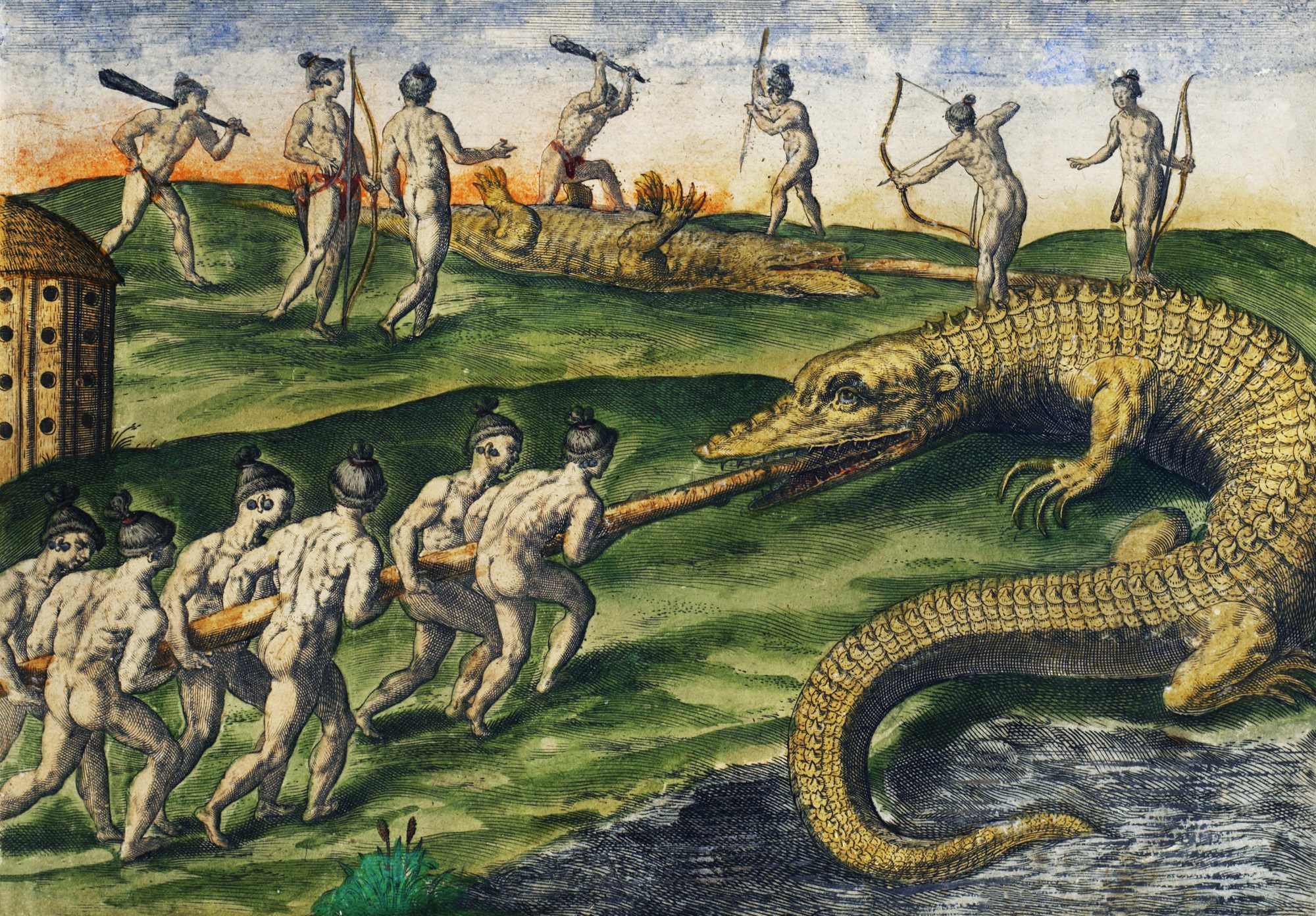
Een ets van Theodoor de Bry uit 1596.

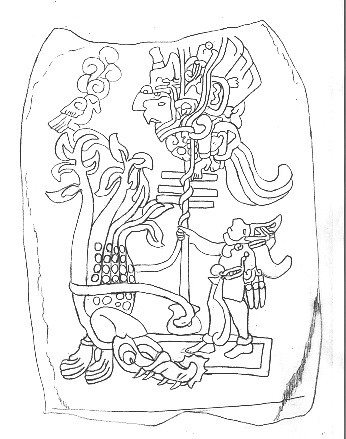
Stele 25 van Izapa, een Maya-vindplaats bij de gelijknamige rivier in Mexico: op deze afbeelding uit de laat-formatieve periode groeit blad uit een krokodil

### Noord-Amerika
De interactie tussen krokodillen en de oorspronkelijke bewoners van Noord-Amerika is nog niet goed begrepen. De Luikse graficus Theodoor de Bry (1528 - 1598) was een van de eersten die een krokodilachtige als soort herkenbaar portretteerde: een ets uit 1596 toont hoe een groep indianen een soort scherpe stormram in de bek van een mississippi-alligator stoot en hem daarna met handwapens doodt.

### Midden-Amerika
In de culturen van Meso-Amerika (een kleiner gebied dan Midden-Amerika) was het bovennatuurlijke monster Cipactli onderdeel van de ontstaansmythe, maar ook van de kalender en de levenscyclus. Het dier had zowel kenmerken van vissen als reptielen, want uiteenlopende dieren waren werden verbonden met hetzelfde culturele concept, zoals krokodillen, kaaimannen, iguana's en zwaardvissen. Cipactli kon het lichaam van een krokodil hebben met een vissenstaart of de snuit van een zwaardvis.
Bij de ontstaansmythe van de Maya's en later de Azteken was de wereld gevormd uit een reusachtig krokodilachtig dier in een vijver vol waterlelies. De Maya-god van de dood, Ah Puch, was waarschijnlijk deels gebaseerd op een krokodil. Buiten de context van de ontstaansmythe werd de bergachtige wereld wel voorgesteld als een krokodilachtige die in de wereldzee dreef. Zowel eerste dag van de twintigdaagse cyclus van de Mayakalender als de eerste dag van de lange telling werd aangeduid als Imix, wat verwijst naar de waterlelies en in ruimere zin naar stilstaand water.
Bij de Azteken droeg de eerste dag van de Tonalpohualli – een 260-daagse kalender – de naam Cipactli, bij de Zapoteken was dat Pichijlla. Beide namen betekenen stekelig of de stekelige, verwijzend naar de uitsteeksels op de ruggen en staarten van Amerikaanse krokodilachtigen. De stekels verbonden Cipactly tevens met de de bergachtige wereld en met de kapokboom. Deze boom, die in zijn eerste jaren opvallende doorns heeft, wordt in Meso-Amerikaanse culturen, waaronder de Maya's, voorgesteld als een krokodil die een vertakkende staart omhoog steekt. Het geheel vormt een wereldboom en het motief met de verdeelde staart komt ook voor bij de Olmeken. Later krijgt de maisplant de rol van de kapokboom.

## Azië
In China heeft de krokodil waarschijnlijk model gestaan voor de Chinese draak; krokodilachtigen werden gezien als heer van de geschubde reptielen. De draak ontstond rond 2200 voor Christus in de regio van de Jangtsekiang. Gedurende latere generaties werd de draak voorzien van steeds meer decoraties die ook eigenschappen van andere dieren voorstelden. In de Tang-dynastie probeerde men regen te voorspellen aan de hand van de geluiden die krokodilachtigen maakten. De krokodil wordt door zijn pantser ook beschouwd als een voorteken van oorlog. Het vlees werd beschouwd als delicatesse en gegeten op speciale gelegenheden zoals een bruiloft.
In Zuidoost-Azië worden krokodillen gezien als de reïncarnatie van overleden heersers die als krokodil zijn teruggekomen op aarde, vooral de zeekrokodil die vanwege zijn grootte angst inboezemt. Sommige stammen op de Filipijnen, zoals op Panay, beschouwden krokodillen als heilig, ze mochten niet worden gedood.
In westelijk Timor (Indonesië) werden in 1884 mensenoffers gerapporteerd, er werden jonge meisjes geofferd aan krokodillen door de heersers van Kupang. De krokodillen werden gezien als een reïncarnatie van een overleden stamhoofd, de meisjes werden aangeboden om als hun vrouw te dienen. Over het eiland Timor gaan overigens meer aan krokodillen gerelateerde legendes; het eiland zou bijvoorbeeld zijn ontstaan uit een reusachtige krokodil.

## Australië en Melanesië
De Aboriginals meenden dat krokodillen een rol speelden bij het ontstaan van het Heelal. De Gunwinggu geloofden dat de rivier Liverpool is ontstaan doordat een reusachtige krokodil zich naar zee sleepte. Er zijn verschillende legendes in de Aboriginalcultuur waarbij de krokodil een rol speelt. Figuren van krokodillen zijn ook bekend van rots- en schorstekeningen. Een tekening van een krokodilachtig dier heeft een leeftijd van 30.000 jaar. De oorspronkelijke bevolking van Australië zijn ook totems bekend in de vorm van een krokodil.
In Melanesië zijn veel beelden bekend van de verschillende volken die hier leefden. Veel beelden zijn gesneden uit hout en werden beschilderd, ook op schilden werden krokodilachtigen afgebeeld. De Iatmul die leefden langs de Sepikrivier geloofden dat een zeekrokodil het universum heeft geschapen. De schedels van de krokodil werden getoond in openbare huizen waar mensen noten offerden. Het Elemavolk geloofde dat tovenaars een krokodil konden binnensluipen en zo vanuit het water mensen konden aanvallen.

## In de moderne cultuur
Evenals andere grote roofdieren zoals witte haaien hebben krokodillen een reputatie van vraatzucht. Als koudbloedige dieren hebben ze echter maar een kleine energiebehoefte en kunnen ze maanden zonder eten. Er zijn verschillende voorbeelden van sterke verhalen waarvan het waarheidsgehalte moeilijk te bepalen is. Zo zou een zestigjarige krokodil die Osama genoemd werd, alleen al in één dorp 83 slachtoffers gemaakt hebben, tien procent van de bevolking. De krokodil Gustave zou driehonderd mensen opgegeten hebben.
De uitdrukking krokodillentranen huilen gaat terug op oude volksverhalen: de (veronderstelde) huichelachtige tranen die een krokodil zou plengen tijdens het opeten van een prooi. De etymologie van deze uitdrukking gaat terug op Jacob van Maerlant, Jan van Mandeville en Erasmus. Daarna werd de uitdrukking meer algemeen gebruikt, bijvoorbeeld door Shakespeare en Bredero. Daadwerkelijk hebben krokodillen traanklieren en kunnen ze traanvocht afscheiden, dat dient om vuiltjes in het oog af te voeren. De 'tranen' dienen dus om het oog schoon te houden en hebben niets met verdriet of berouw te maken.
Krokodillen komen soms in de media om uiteenlopende redenen. Enkele voorbeelden zijn:
- De paarse krokodil is een fictieve krokodil die gebruikt werd in een reclamespotje en een metafoor werd voor bureaucratie en regelzucht.
- Een liedje over de kleine krokodil Schnappi, een tekenfilmfiguurtje, werd een hit in diverse landen.
- In 2016 werd 200.000 euro aan drugsgeld gevonden dat bewaakt werd door twee krokodillen.[9]